# Európai Gazdasági Közösség
Az Európai Gazdasági Közösség (rövidítve EGK, angol (és magyar) nyelvterületen Közös Piac-ként is ismert) egy nemzetközi szervezet volt. 1957-ben a római szerződéssel alapította az ESZAK-ot létrehozó hat állam: Belgium, Franciaország, Hollandia, Luxemburg, az NSZK és Olaszország. Az egyesítő szerződést követően közös intézményrendszere volt az ESZAK-kal és az Euratommal. A maastrichti szerződés 1993-as hatálybalépésével a szervezet neve megváltozott, Európai Közösség (EK) lett, az Európai Unió három pillére közül a legelsőnek, az Európai Közösségeknek a része, annak 2009-es, lisszaboni szerződésben történő megszüntetéséig.

## Története
Az alapító államok ki akarták terjeszteni az Európai Szén- és Acélközösséget a teljes gazdasági térre is, így 1957. március 25-én a római szerződés aláírásával létrehozták az EGK-t. Ennek célja a tagállamok gazdasági integrációja, ezen belül is a nemzetgazdaság egészére kiterjedő vámunió, majd az ezt követő tizenkét éves átmeneti idő után a közös piac létrehozása. Emellett megfogalmazásra kerültek szociális és politikai célok is, így az élet- és munkakörülmények javítása, a béke és a szabadság megszilárdítása, az európai integráció alapjainak létrehozása.
Megszüntették egymással szembeni a vámokat. A külső országokkal szemben vámuniót alakítottak ki az áruk és a szolgáltatások szabad áramlását biztosítva. Közös versenypolitikát dolgoztak ki, ezzel óvták a versenyt a torzulástól, ezen kívül közös politikát alakítottak ki a mezőgazdaság és a közlekedés terén. Koordinálták az egyes országok gazdaságpolitikáját és jogharmonizációra törekedtek. Ez az egyes nemzetközi piacokon a versenyfeltételek egységesítését szolgálta.
Létrehozták az Európai Szociális Alapot és az Európai Beruházási Bankot. Társult viszonyt alakítottak ki az egykori tengerentúli gyarmatokkal.
Az EGK egyik első lényeges eredménye a mezőgazdasági termékek egységes árszintje volt 1962-ben.

## Tagjai
A hat alapító állam, a „Hatok” Franciaország, Nyugat-Németország, Olaszország, Belgium, Luxemburg és Hollandia voltak. Rajtuk kívül később hat állam csatlakozott még az évek során. Az első bővítésre 1973-ban került sor, amikor az Egyesült Királyság, Írország és Dánia csatlakozott. 1981-ben Görögország, 1986-ban Spanyolország és Portugália csatlakozott. A német újraegyesítés után a korábbi Kelet-Németország területe is a szervezet része lett.
| Zászló             | Állam                                      | Csatlakozás       | Nyelvek                      | Pénznem          | Népesség (1990) |
| ------------------ | ------------------------------------------ | ----------------- | ---------------------------- | ---------------- | --------------- |
| Belgium            | Belgium                                    | 1957. március 25. | holland, francia és német    | Belga frank      | 10 016 000      |
| Dánia              | Dánia                                      | 1973. január 1.   | dán                          | Dán korona       | 5 146 500       |
| Egyesült Királyság | Egyesült Királyság                         | 1973. január 1.   | angol                        | Font sterling    | 57 681 000      |
| Franciaország      | Franciaország                              | 1957. március 25. | francia                      | Francia frank    | 56 718 000      |
| NSZK               | Nyugat-Németország (1990 után Németország) | 1957. március 25. | német                        | Német márka      | 63 254 000      |
| Görögország        | Görögország                                | 1981. január 1.   | görög                        | Görög drachma    | 10 120 000      |
| Hollandia          | Hollandia                                  | 1957. március 25. | holland                      | Holland gulden   | 14 892 300      |
| Írország           | Írország                                   | 1973. január 1.   | ír és angol                  | Ír font          | 3 521 000       |
| Olaszország        | Olaszország                                | 1957. március 25. | olasz                        | Olasz líra       | 56 762 700      |
| Luxemburg          | Luxemburg                                  | 1957. március 25. | francia, német és luxemburgi | Luxemburgi frank | 384 400         |
| Portugália         | Portugália                                 | 1986. január 1.   | portugál                     | Portugál escudo  | 9 862 500       |
| Spanyolország      | Spanyolország                              | 1986. január 1.   | spanyol                      | Spanyol peseta   | 38 993 800      |

### Az EGK és az EFTA kapcsolata
1958-ban az Egyesült Királyság szerette volna a közös piacot egy transzatlanti szabadkereskedelmi övezetté kiterjeszteni. Az elképzelést Franciaország megvétózta, ezért 1960-ban a britek megszervezték az Európai Szabadkereskedelmi Társulást (European Free Trade Association, EFTA), amelyhez a Közös Piachoz nem tartozó államok csatlakoztak. 1973 elejétől, amikor az Egyesült Királyság, Írország és Dánia is csatlakozott az EGK-hoz, tárgyalásokat kezdett az EFTA és az EGK a gazdaság több területén. 1995-re négy kivétellel mindegyik EFTA tag csatlakozott az Európai Unióhoz.

## Szervei
A megvalósításhoz intézmények létrehozására is szükség volt, két paradigma mentén:
1. Nemzeti érdekérvényesítés elve: eltérő érdekeket lehet ütköztetni.
2. Nemzetek feletti elv (szupranacionális elv): olyan intézmény, amely nem a tagállamok, hanem a Közösség érdekeit képviseli.

Ennek megfelelően létrehozták a Miniszterek Tanácsát, amely az első elv alapján alakítottak, míg a második elvet a Bizottság képviselte. Ezeken kívül létrehozták még a Közgyűlést, a Bíróságot, a Gazdasági- és Szociális Bizottságot. Az intézményrendszer az egyesítő szerződés hatályba lépése után 

## Idővonal
| Aláírva Hatályban Szerződés   | 1948 Brüsszeli szerződés                                    | 1951 1952 Párizsi szerződés                 | 1954 1955 A brüsszeli szerződés módosítása  | 1957 1958 Római szerződés                   | 1965 1967 Egyesítő szerződés                | 1975 Az Európai Tanács döntése          | 1986 1987 Egységes Európai Okmány       | 1992 1993 Maastrichti szerződés         | 1992 1993 Maastrichti szerződés | 1997 1999 Amszterdami szerződés | 2001 2003 Nizzai szerződés | 2007 2009 Lisszaboni szerződés | 2007 2009 Lisszaboni szerződés |  |  |  |  |  |  |  |  |
|                               |                                                             |                                             |                                             |                                             |                                             |                                         |                                         |                                         |                                 |                                 |                            |                                |                                |  |  |  |  |  |  |  |  |
| Az Európai Unió három pillére |                                                             |                                             |                                             |                                             |                                             |                                         |                                         |                                         |                                 |                                 |                            |                                |                                |  |  |  |  |  |  |  |  |
| Európai Közösségek            |                                                             |                                             |                                             |                                             |                                             |                                         |                                         |                                         |                                 |                                 |                            |                                |                                |  |  |  |  |  |  |  |  |
|                               | Európai Atomenergia Közösség (EURATOM)                      |                                             |                                             |                                             |                                             |                                         |                                         |                                         |                                 |                                 |                            |                                |                                |  |  |  |  |  |  |  |  |
|                               |                                                             |                                             | Európai Szén- és Acélközösség (ESZAK)       | Európai Szén- és Acélközösség (ESZAK)       | Európai Szén- és Acélközösség (ESZAK)       | A szerződés 2002-ben hatályát vesztette | A szerződés 2002-ben hatályát vesztette | A szerződés 2002-ben hatályát vesztette |                                 | Európai Unió (EU)               | Európai Unió (EU)          |                                |                                |  |  |  |  |  |  |  |  |
|                               |                                                             |                                             | Európai Gazdasági Közösség (EGK)            | Európai Gazdasági Közösség (EGK)            | Európai Gazdasági Közösség (EGK)            |                                         |                                         | Európai Közösség (EK)                   | Európai Közösség (EK)           | Európai Unió (EU)               | Európai Unió (EU)          |                                |                                |  |  |  |  |  |  |  |  |
|                               |                                                             | TREVI-csoport                               | TREVI-csoport                               | Bel- és igazságügyi együttműködés (JHA)     |                                             |                                         |                                         | Európai Közösség (EK)                   | Európai Közösség (EK)           | Európai Unió (EU)               | Európai Unió (EU)          |                                |                                |  |  |  |  |  |  |  |  |
|                               | Rendőri és igazságügyi együttműködés büntetőügyekben (PJCC) | TREVI-csoport                               | TREVI-csoport                               | Bel- és igazságügyi együttműködés (JHA)     |                                             |                                         |                                         |                                         |                                 | Európai Unió (EU)               | Európai Unió (EU)          |                                |                                |  |  |  |  |  |  |  |  |
|                               | Európai Politikai Együttműködés (EPE)                       | Közös kül- és biztonságügyi politika (KKBP) | Közös kül- és biztonságügyi politika (KKBP) | Közös kül- és biztonságügyi politika (KKBP) | Közös kül- és biztonságügyi politika (KKBP) |                                         |                                         |                                         |                                 | Európai Unió (EU)               | Európai Unió (EU)          |                                |                                |  |  |  |  |  |  |  |  |
| Konszolidálatlan szervezetek  | Konszolidálatlan szervezetek                                | Nyugat-európai Unió (NYEU)                  | Nyugat-európai Unió (NYEU)                  | Nyugat-európai Unió (NYEU)                  | Nyugat-európai Unió (NYEU)                  | Nyugat-európai Unió (NYEU)              |                                         |                                         |                                 |                                 | Európai Unió (EU)          |                                |                                |  |  |  |  |  |  |  |  |
| Konszolidálatlan szervezetek  | Konszolidálatlan szervezetek                                | Nyugat-európai Unió (NYEU)                  | Nyugat-európai Unió (NYEU)                  | Nyugat-európai Unió (NYEU)                  | Nyugat-európai Unió (NYEU)                  | Nyugat-európai Unió (NYEU)              | Feloszlatva 2010-ben                    |                                         |                                 |                                 |                            |                                |                                |  |  |  |  |  |  |  |  |
|                               |                                                             |                                             |                                             |                                             |                                             |                                         |                                         |                                         |                                 |                                 |                            |                                |                                |  |  |  |  |  |  |  |  |